# 稲村稔夫
稲村 稔夫（いなむら としお、1928年（昭和3年）8月16日 - 2000年（平成12年）3月12日）は、日本の教育者、政治家。参議院議員、新潟県三条市長。

## 経歴
東京都出身。1948年（昭和23年）北海道大学農林専門部を卒業。同年5月、北海道虻田郡倶知安町立倶知安中学校教諭、1950年（昭和25年）北海道歌志内高等学校教諭を歴任し、日本教職員組合でも活動した。
その後、日本社会党本部書記に転じ、同党中央本部農民部副部長などを務め、沖縄返還要求運動、原水爆禁止運動、農民運動などを担当。1969年（昭和44年）父の出身地の三条市に移り、新潟県本部書記次長、日本農民組合新潟県連役員などに在任。1969年（昭和44年）12月の第32回衆議院議員総選挙に立候補したが落選した。
1972年（昭和47年）の三条市長選に出馬して初当選し、三条市は革新自治体となるが、次の市長選挙では落選し1976年（昭和51年）7月まで1期在任。この間、社会福祉の向上、公害対策の推進、教育・体育設備の整備に尽力した。
1978年（昭和53年）4月の新潟県知事選挙に社会党・共産党の推薦を得て立候補するも、自民党公認の現職の君健男に敗れた。
1983年（昭和58年）第13回参議院議員通常選挙に日本社会党公認で新潟県選挙区より出馬し、初当選。1989年（平成元年）第15回通常選挙でも再選され、参議院議員に2期在任。この間、参議院建設委員長、社会党新潟県本部執行委員長、三条商工連盟会長、北信越中小企業連絡協議会長、日農南蒲地区協議会長、全国中小商工団体連絡会常任理事なども務めた。
1995年（平成7年）第17回参議院議員通常選挙は出馬を見送り、1996年（平成8年）には新社会党に党籍を変え、第41回総選挙で新潟2区に新社会党から立候補したが落選した。

## 国政選挙歴
- 第32回衆議院議員総選挙（新潟県第3区、1969年12月、日本社会党公認）落選[5]
- 第13回参議院議員通常選挙（新潟県選挙区、1983年6月、日本社会党公認）当選[8]
- 第15回参議院議員通常選挙（新潟県選挙区、1989年7月、日本社会党公認）当選[8]
- 第41回衆議院議員総選挙（新潟2区、1996年10月、新社会党公認）落選[7]

## 親族
父に稲村順三（元衆議院議員・農民運動家）、伯父に稲村隆一（元衆議院議員・農民運動家）がいる。

## エピソード
- 父や伯父が左派の農民運動家であったため、自身も農民運動に啓蒙していたという[要出典]。趣味も農機具いじりやバラ作りであったという[2]。
- 政治犯・辛光洙の釈放に署名している[要出典]。